# Niemcy na Letnich Igrzyskach Olimpijskich Młodzieży 2010
Niemcy na Letnich Igrzyskach Olimpijskich Młodzieży 2010 w Singapurze reprezentowało 70 sportowców w 20 dyscyplinach.

## Skład kadry

### Badminton
- Fabienne Deprez

### Boks
- Artur Bril  złoty medal
- Denis Radovan
- Thomas Vahrenholt

### Gimnastyka
- Oliver Amann
- Daniel Weinert
- Desiree Baumert
- Leonie Adam
- Jana Berezko-Marggrander  brązowy medal

### Judo
- Marius Piepke
  - z drużyną mieszaną  srebrny medal
  - kategoria -100 kg  brązowy medal
- Natalia Kubin  srebrny medal

### Kajakarstwo
- Dennis Söter  srebrny medal
- Tom Liebscher  srebrny medal
- Nathalie Grewelding

### Koszykówka
Drużyna dziewcząt:
- Carolin Christen
- Lena Gohlisch
- Felicitas Graßhoff
- Alexandra Höffgen

### Lekkoatletyka
- Patrick Domogala  brązowy medal
- Lukas Schmitz
- Felix Franz
- Jonas Efferoth
- Dennis Lewke  brązowy medal
- Rebekka Haase
- Sonja Mosler
- Hanna Klein
- Franziska Hofmann
- Melina Brenner
- Michaela Donie
- Lena Malkus  złoty medal
- Julia Dieckmann
- Katinka Urbaniak
- Shanice Craft  złoty medal
- Christin Hussong

### Łucznictwo
- Isabel Viehmeier

### Pięciobój nowoczesny
- Eric Krüger
- Franziska Hanko

### Pływanie
Chłopcy:
- Kevin Leithhold
  - sztafeta 4x100 m stylem zmiennym  brązowy medal
- Christian Diener
  - sztafeta 4x100 m stylem zmiennym  brązowy medal
- Christian Vom Lehn
  - sztafeta 4x100 m stylem zmiennym  brązowy medal
- Melvin Herrmann
  - sztafeta 4x100 m stylem zmiennym  brązowy medal

Dziewczęta:
- Juliane Reinhold
  - sztafeta 4x100 m stylem dowolnym  srebrny medal
  - sztafeta 4x100 m stylem zmiennym  brązowy medal
- Dorte Baumert
  - sztafeta 4x100 m stylem dowolnym  srebrny medal
  - sztafeta 4x100 m stylem zmiennym  brązowy medal
- Lina Rathsack
  - sztafeta 4x100 m stylem dowolnym  srebrny medal
  - sztafeta 4x100 m stylem zmiennym  brązowy medal
- Lena Kalla
  - sztafeta 4x100 m stylem dowolnym  srebrny medal
  - sztafeta 4x100 m stylem zmiennym  brązowy medal

### Podnoszenie ciężarów
- Nico Müller

### Szermierka
- Richard Hübers  brązowy medal
- Nicolaus Bodoczi  srebrny medal
- Anja Musch  brązowy medal

### Strzelectwo
- Alexander Thomas
- Philipp Käfer
- Yvonne Schlotterbeck

### Taekwondo
- Semih Gökmen
- Tahir Gülec
- Ibrahim Ahmadsei  srebrny medal
- Antonia Katheder  srebrny medal

### Tenis
- Kevin Krawietz
- Peter Heller
- Anna-Lena Friedsam

### Tenis stołowy
- Florian Wagner
- Petrissa Solja

### Triathlon
- Tobias Klesen
- Marlene Gomez Islinger

### Wioślarstwo
- Felix Bach  srebrny medal
- Judith Sievers  złoty medal

### Zapasy
- Laura Mertens

### Żeglarstwo
- Florian Haufe  srebrny medal
- Constanze Stolz  brązowy medal